# Feuer-Lilie
Die Feuer-Lilie (Lilium bulbiferum) ist eine Pflanzenart aus der Gattung der Lilien (Lilium) in der Sektion Liriotypus (Candidum-Sektion). Die Pflanze ist in europäischen Gebirgen von den Pyrenäen über Mitteleuropa bis auf den Balkan und in Siebenbürgen verbreitet.

## Beschreibung
Die Feuer-Lilie ist eine ausdauernde, krautige Pflanze, die Wuchshöhen zwischen 20 und 90, selten bis zu 120 Zentimetern erreicht. Die weiße Zwiebel ist eiförmig, ihre Schuppen sind breit und spitz. Die Pflanze bildet ab dem Frühjahr einen rot oder schwarz gefleckten, im oberen Bereich wollig behaarten, aufrechten Stängel. Die daran wechselständig angeordneten, linealischen bis linealisch-lanzettlichen Laubblätter werden im unteren Teil bis zu 10 Zentimeter lang, höhere Blätter bleiben kürzer.
Von Mai bis Juli erscheinen in einem flach doldigen Blütenstand ein bis fünf Blüten mit kurzhaarigen oder kahlen Blütenstielen. In seltenen Fällen können auch 1–2 weitere Blütenstände in mehreren Ebenen auftreten. Dann kann die Blütenanzahl auch insgesamt bis zu 15 Blüten umfassen, wobei der höchstliegende Blütenstand zuerst abblüht. Die zwittrigen, dreizähligen und duftlosen Blüten haben sechs aufrecht stehende Blütenhüllblätter (Tepalen), deren äußere etwas schmaler sind als die inneren. Sie erreichen vier bis sechs Zentimeter Länge, sind leuchtend rot oder gelbrot und haben auf der Oberseite dunkelbraune, behaarte Papillen. Die Nektarrinne ist gewimpert. Die Staubblätter sind rund halb so lang wie die Tepalen, die Staubbeutel rot, der Griffel ist ein wenig länger als die Staubblätter.
Es werden verkehrt-eiförmige, rund vier Zentimeter lange, stumpfkantige Kapselfrüchte gebildet. Der Samen der Feuer-Lilien keimt verzögert-hypogäisch. Die Chromosomenzahl beträgt 2n = 24.

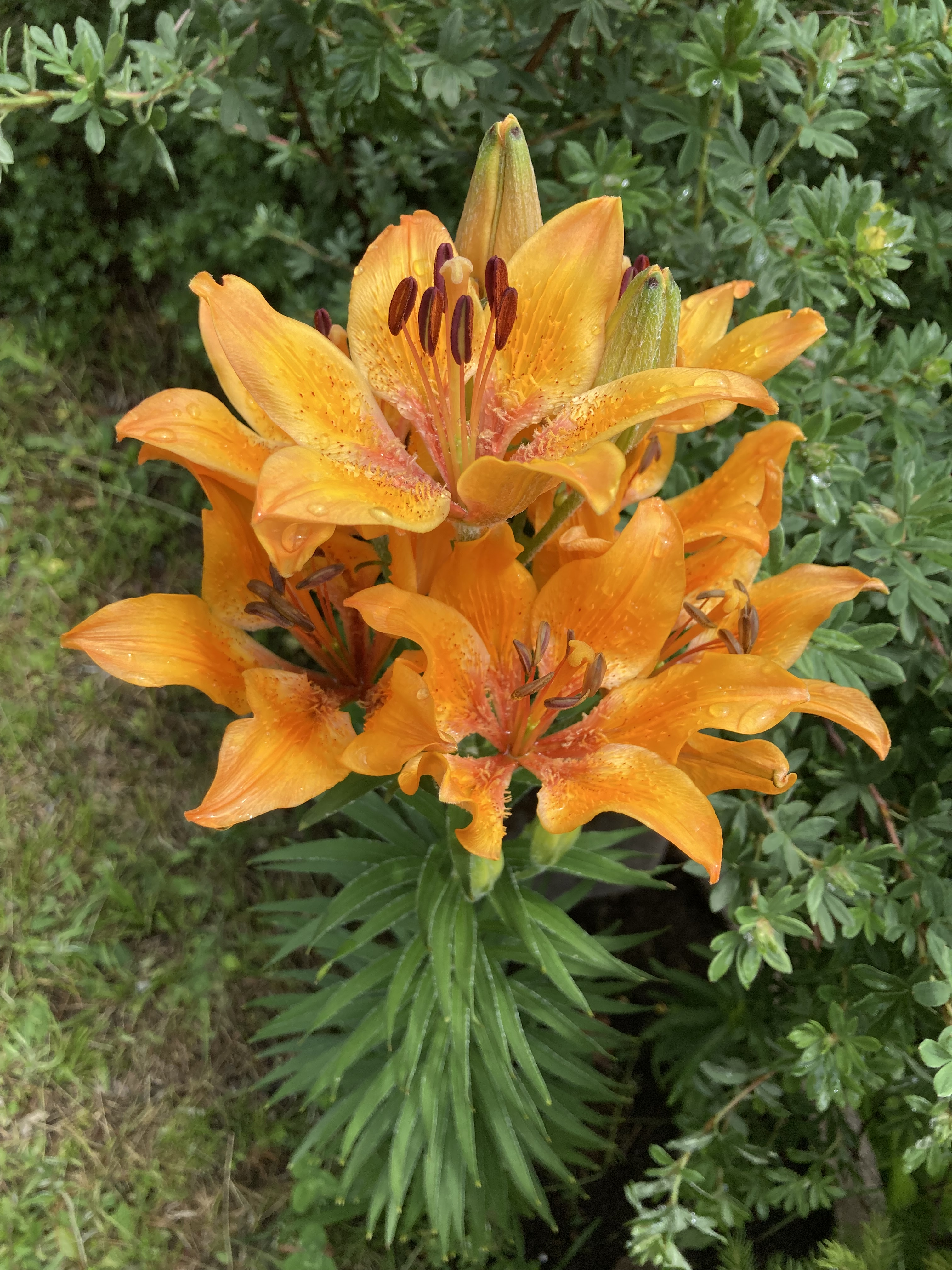
Mehrblütige Feuer-Lilie mit insgesamt ca. 15 blühfertigen Blüten in einem privaten Alpenblumengarten in Seefeld in Tirol

## Ökologie
Unter den sonst stark duftenden Arten der Gattung Lilium ist die Feuer-Lilie eine duftlose Ausnahme. Die Pflanze wird von Tagfaltern bestäubt, die sich auf eines der Blütenhüllblätter setzen. Ist die Blüte schräg-aufrecht angeordnet, setzt sich das Insekt auf das jeweils untere Blütenhüllblatt. An der Basis eines jeden Tepalums verläuft eine Nektarrinne, in die der Bestäuber den Rüssel einführt und so zum Nektar gelangt.
Eine Besonderheit der Art ist, dass sie durch primitive Nektarien an den Spitzen der Laubblätter und den Tepalen junger Blütenknospen Ameisen der Gattungen Myrmica, Lasius und Formica anlockt. Möglicherweise dient dies dem Schutz vor Fraßfeinden wie dem Lilienhähnchen.

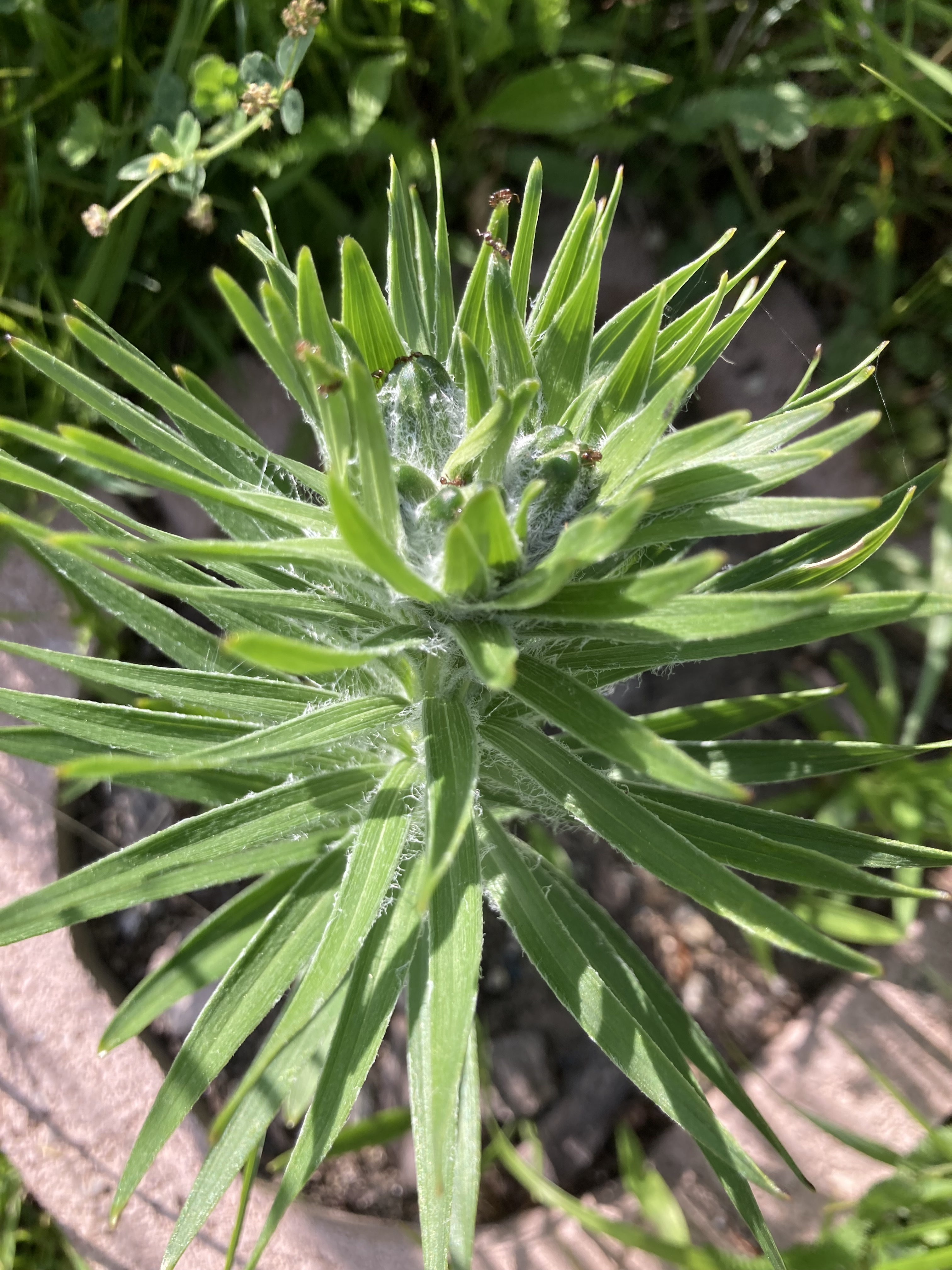
Feuerlilien-Sprössling mit später 6 voll entwickelten Blüten mit „Wächter-Ameisen“ in privatem Alpenblumengarten in Seefeld in Tirol

## Verbreitung

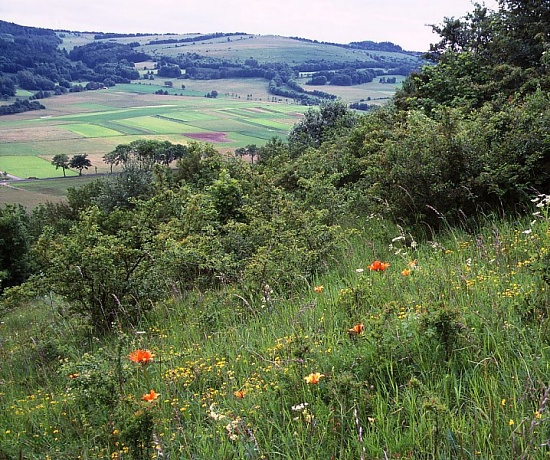
Lilium bulbiferum im Biotop, einer Hangwiese der Rhön

Die Feuer-Lilie ist die in Europa am weitesten verbreitete Wildlilie. Die Pflanze ist vor allem in den Gebirgen von Süd- und seltener Mitteleuropa von den Pyrenäen über Korsika und den Apennin zum nördlichen Balkan verbreitet. In den nördlichen Randalpen selten, in den Südlichen Randalpen zerstreut. Stellenweise, wie in den Dolomiten, ist sie häufig anzutreffen. In Österreich kommt die Feuerlilie als Eigentliche Feuerlilie (Lilium bulbiferum var. bulbiferum) zerstreut bis selten in allen Bundesländern außer Wien und möglicherweise im Burgenland vor. Sie steht hier teilweise unter Naturschutz.
Auf Äckern ist die Art als Lilium bulbiferum var. croceum bis Nordwestdeutschland (Nordrhein-Westfalen, Niedersachsen) und Teile der Niederlande (Provinzen Groningen und Drente) verbreitet. Diese Bestände sind extrem zurückgegangen und gelten als stark bedroht. Höchstwahrscheinlich sind sie eingebürgert, die Urwüchsigkeit außerhalb der Alpen ist umstritten. Verwildert kommt sie auch in Skandinavien vor.

## Standorte und Pflanzensoziologie
Die Pflanze gedeiht auf Bergwiesen, Schuttfluren, Felsen und Gebüschrändern von der Ebene bis in etwa 2400 Meter Höhe (colline bis subalpine Höhenstufe). Die Feuerlilie bevorzugt Kalkböden in warmen und sonnigen Lagen, wächst jedoch auch auf schwach sauren Böden.
Die Feuer-Lilie ist Charakterart der Assoziation Bupleuro longifolii-Laserpitietum latifolii, die Hauptvorkommen finden sich jedoch im Verband Gebirgs-Goldhaferwiesen (Polygono-Trisetion) sowie in der Ordnung Alpine Blaugras-Rasen (Seslerietalia albicantis).

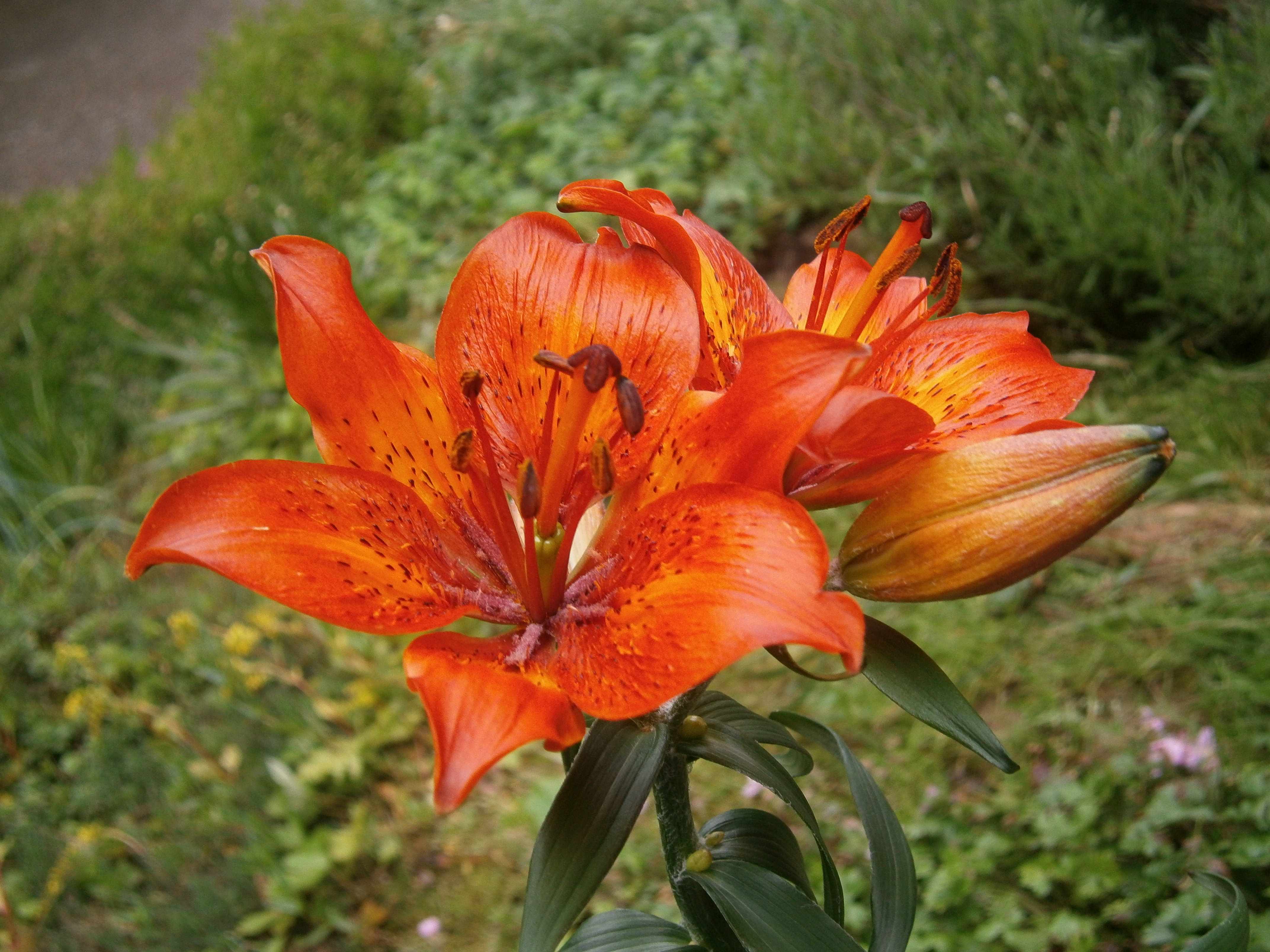
Lilium bulbiferum var. bulbiferum aus Südtirol

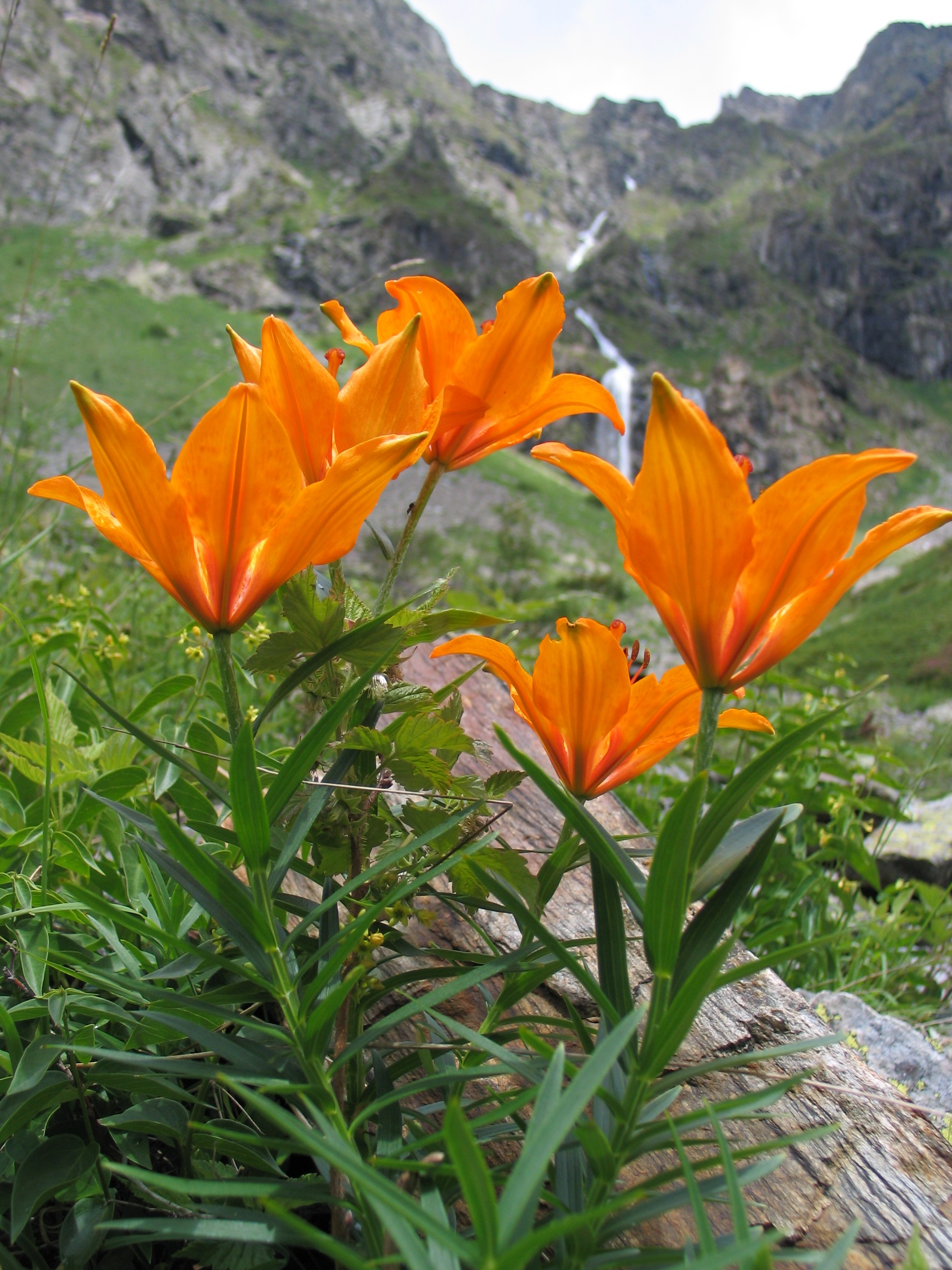
Lilium bulbiferum var. croceum in den spanischen Pyrenäen

## Systematik
Das Epitheton der Art verweist auf die Fähigkeit der Nominatunterart, Achselbulben zur Vermehrung auszubilden, und geht auf vorlinneische Zeiten zurück, es findet sich bereits bei Caspar Bauhin in seinem Pinax theatri botanici von 1623.
In Combers klassischer Einteilung der Gattung von 1949 wurde die Feuer-Lilie zu den Kaukasuslilien der Sektion Liriotypus gestellt. Ausschlaggebend waren hier nicht allein morphologische, sondern vor allem geographische Aspekte. Molekulargenetische Untersuchungen untermauerten allerdings die unter anderem von Stephen Haw vermutete enge Verwandtschaft mit Lilium pensylvanicum (mit der die Feuer-Lilie auch hybridisieren kann) sowie des Weiteren mit Lilium maculatum. Zu den anderen Arten der Sektion Liriotypus hingegen besteht keine engere Verwandtschaft.
In der Literatur werden zwei Varietäten unterschieden:
- Eigentliche Feuer-Lilie, Wiesen-Feuerlilie (Lilium bulbiferum var. bulbiferum). Die Nominatform trägt in den oberen Blattachseln Brutknöllchen (Bulbillen), die ausgereift zu Boden fallen und aus denen nach zwei bis drei Jahren blühfähige Zwiebeln entstehen können. Die Blütenflecken sind dunkelbraun, die Kapselfrucht stumpfkantig. Sie ist vor allem in den Ostalpen von der montanen bis subalpinen Höhenstufe vertreten.

- Krokus-Feuer-Lilie, Acker-Feuerlilie (Lilium bulbiferum var. croceum (Chaix) Pers., Syn.: Lilium bulbiferum subsp. croceum (Chaix) Baker). Sie trägt nur selten Brutknöllchen. Die Blütenflecken sind schwarz, die Kapselfrucht scharfkantig. Sie ist vor allem in den Südwest- und Westalpen von der collinen bis subalpinen Höhenstufe vertreten. Sie ist häufiger als die Nominatform. Die ökologischen Zeigerwerte nach Landolt & al. 2010 sind in der Schweiz: Feuchtezahl F = 2 (mäßig trocken), Lichtzahl L = 4 (hell), Reaktionszahl R = 3 (schwach sauer bis neutral), Temperaturzahl T = 3 (montan), Nährstoffzahl N = 2 (nährstoffarm), Kontinentalitätszahl K = 4 (subkontinental).[12]

Die insbesondere in älterer Literatur gelegentlich angeführten Varietäten var. chaixii (Elwes) Stoker: (kleinere Form der Seealpen, bis 50 cm) bzw. var. giganteum N.Terracc.: (riesenwüchsige Form aus dem Raum Neapel, bis 180 cm) werden heute weitgehend nicht mehr anerkannt.

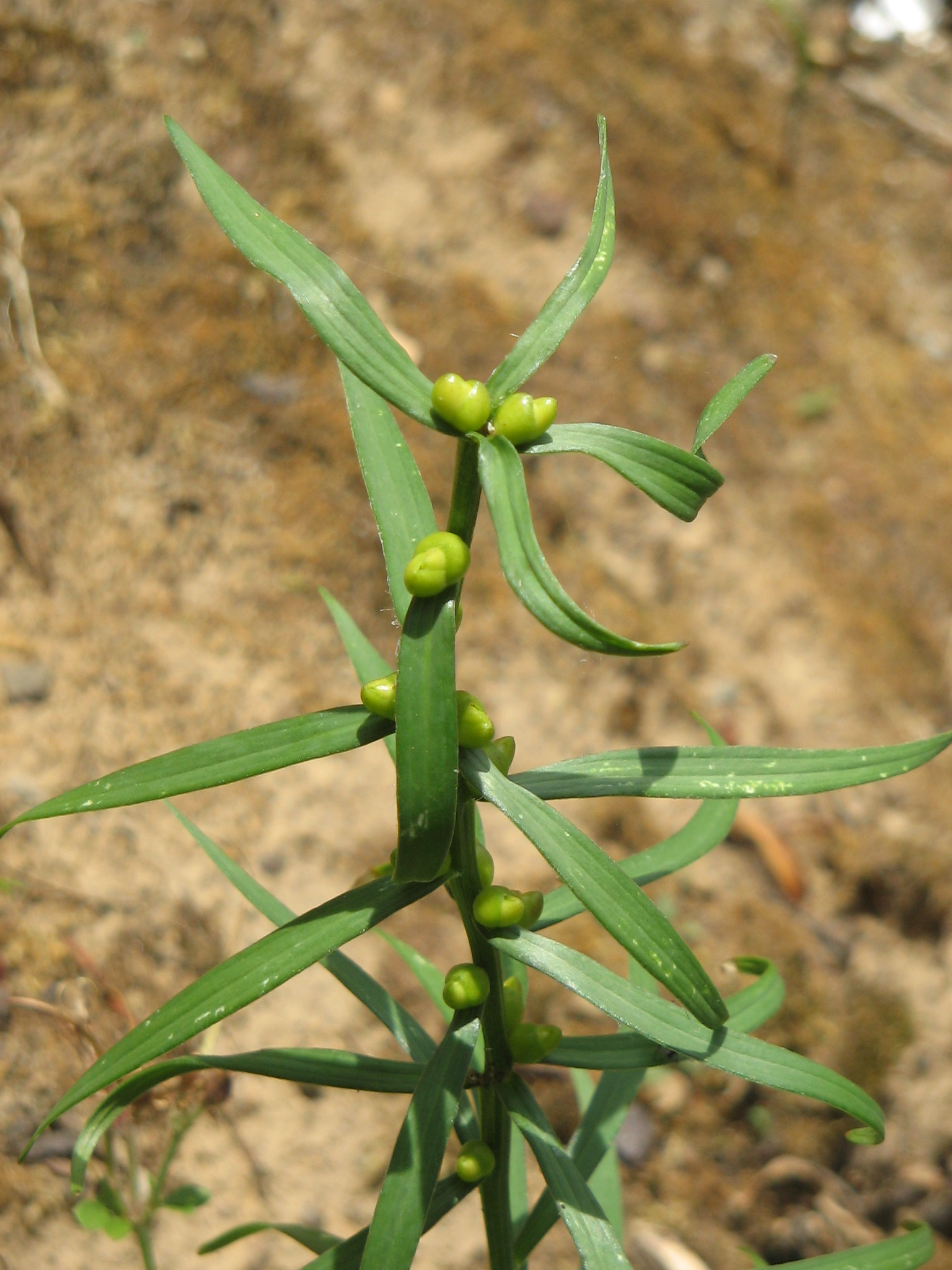
Junge Pflanze von Lilium bulbiferum var. bulbiferum mit Brutknöllchen
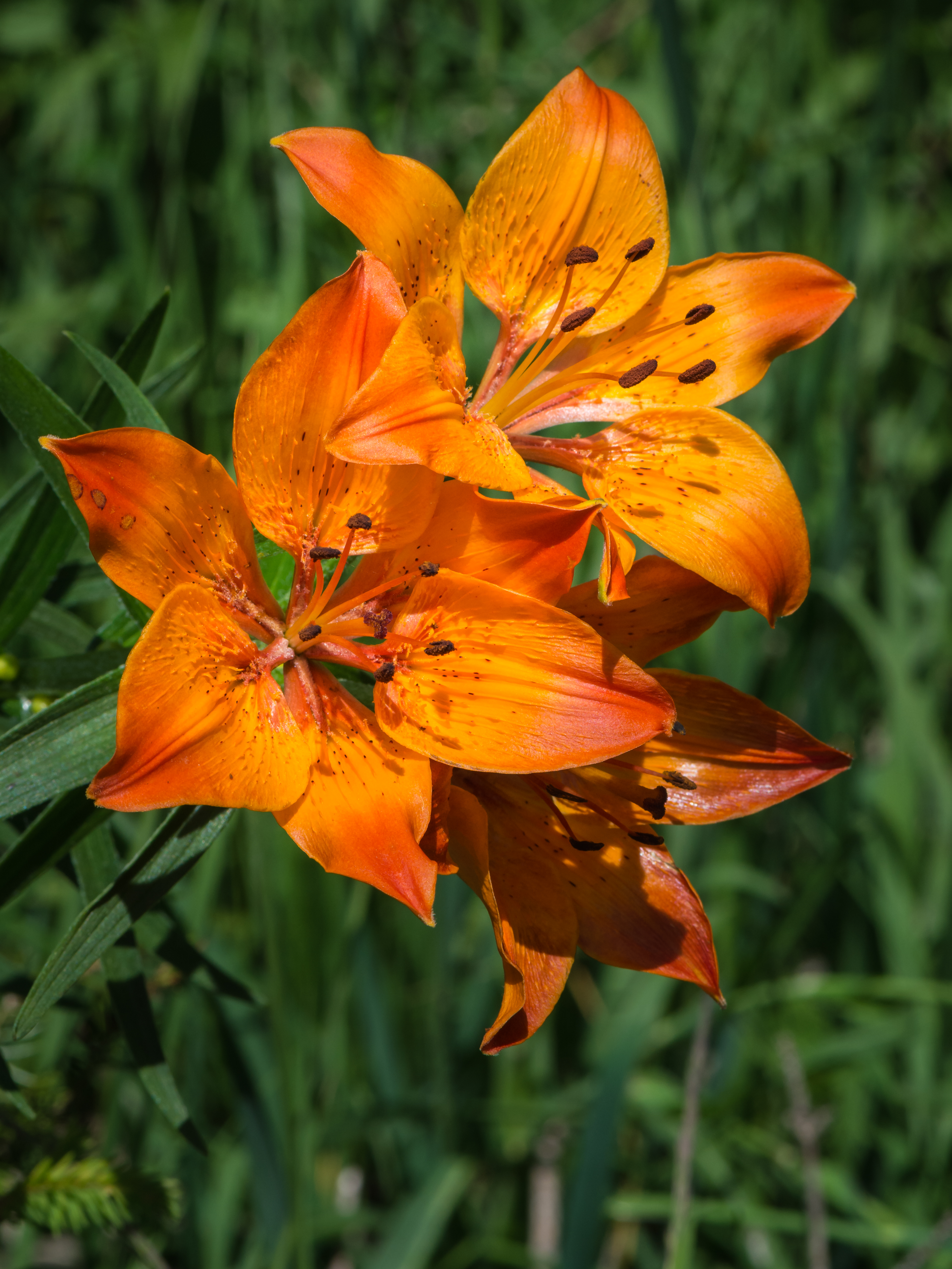
Lilium bulbiferum var. bulbiferum aus Niederösterreich
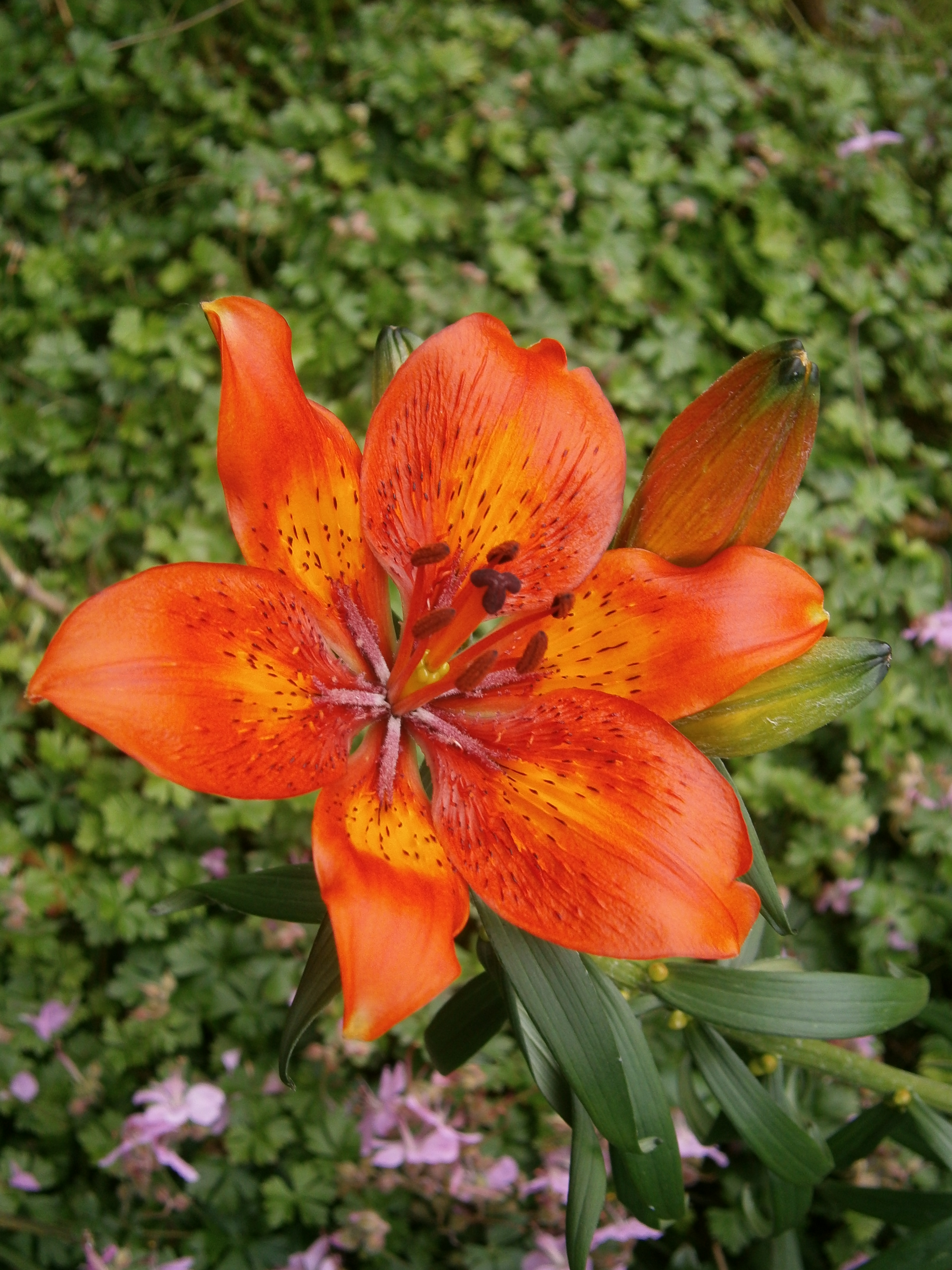
Nahaufnahme der Lilium bulbiferum var. bulbiferum
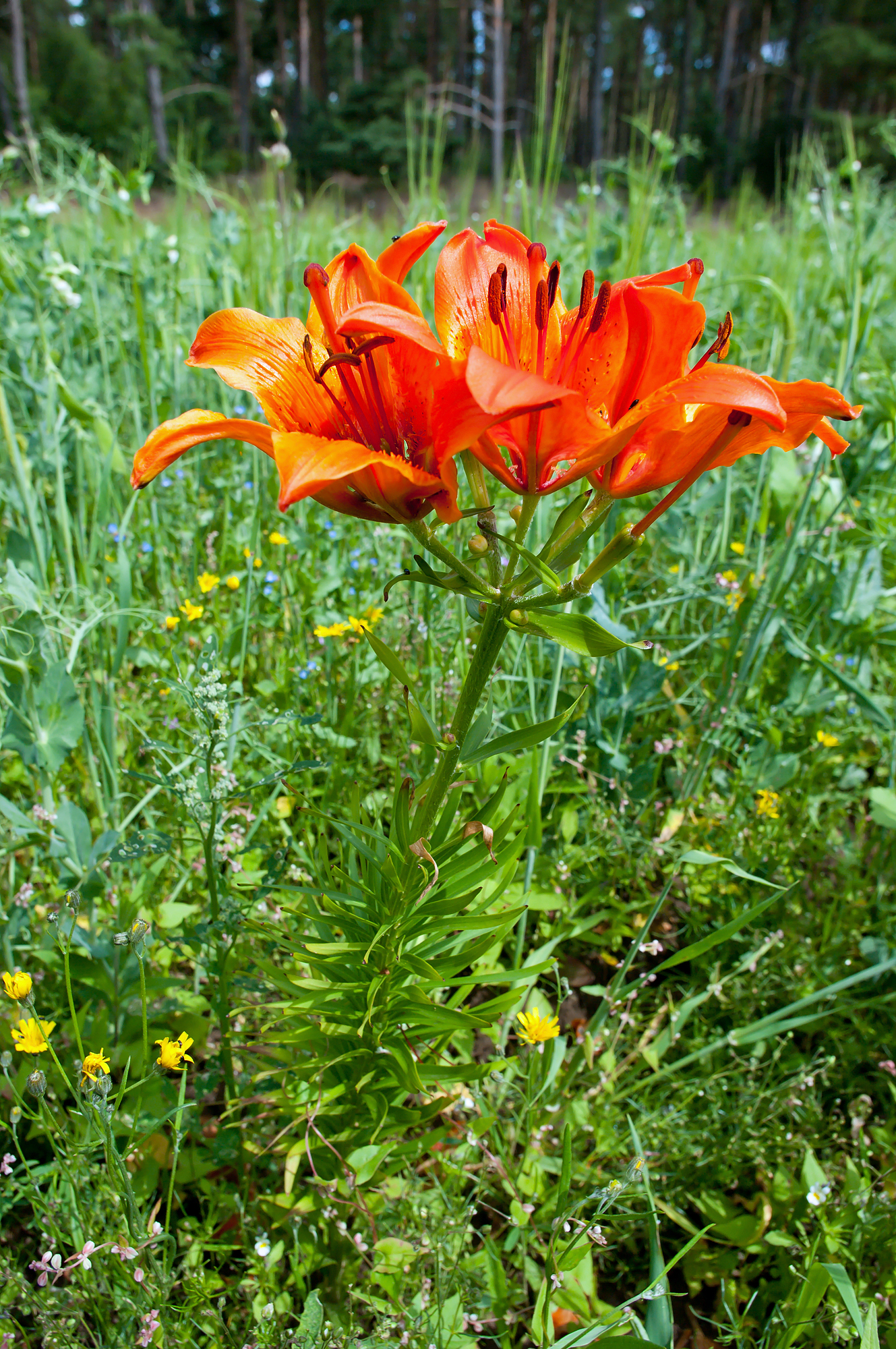
Lilium bulbiferum var. croceum auf Sandacker
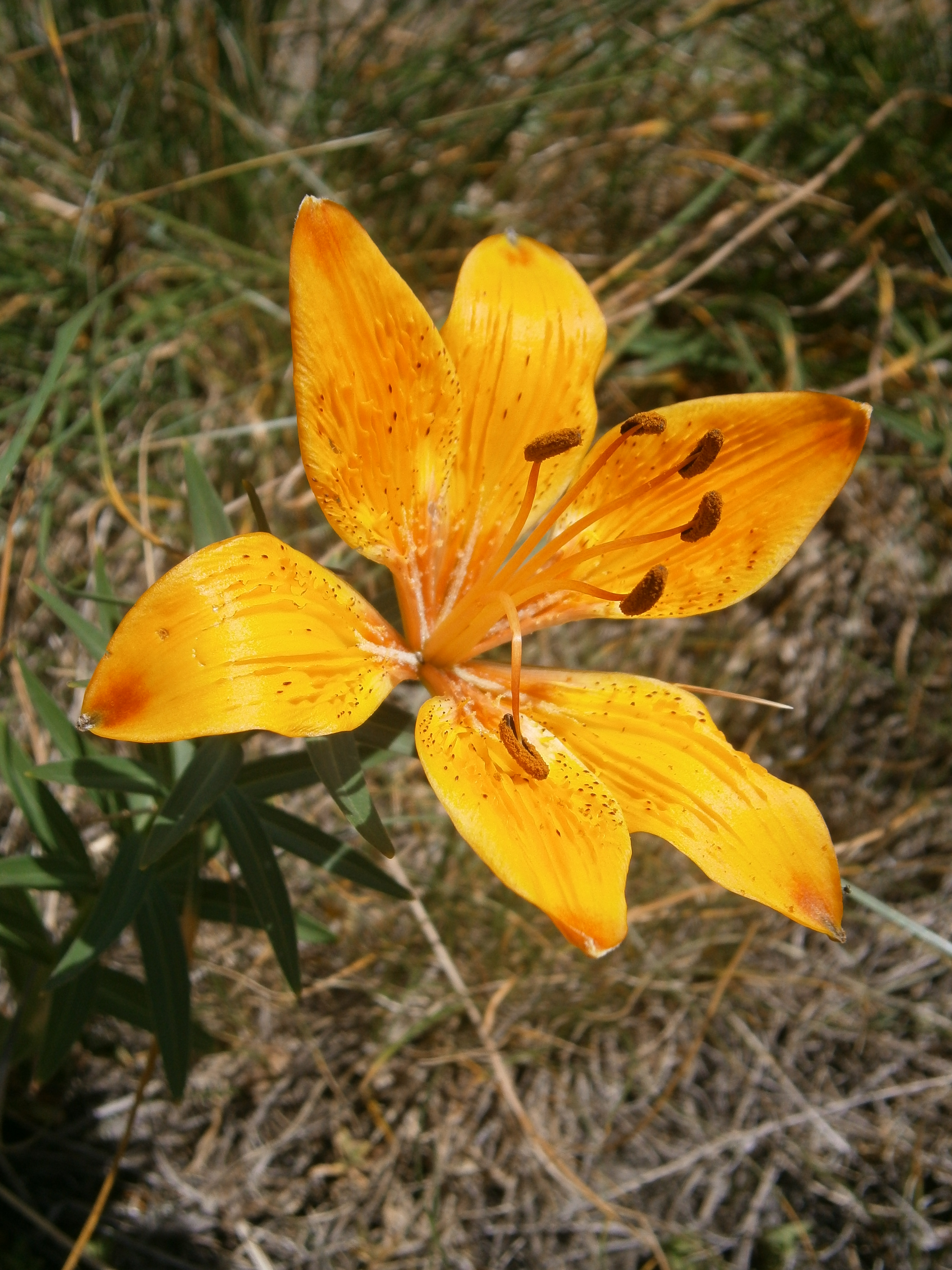
Nahaufnahme von Lilium bulbiferum var. croceum in Oisans

## Bedeutung, Geschichte, Kultur
Als einzige in den Niederlanden heimische Lilie war sie als Motiv in der flämisch-niederländischen Malerei verbreitet. Auch die Kräuterbuchautoren des 16. Jahrhunderts haben den goldt gilg abgebildet. Die Feuer-Lilie wird auch in dem Gedicht Sinnenrausch von Else Lasker-Schüler erwähnt. Bekannt ist ebenfalls das Gedicht Feuerlilie von Rainer Maria Rilke, in dem ihre rote Farbe erklärt wird. Heute ist sie als robuste Gartenpflanze beliebt.
Die Art bildet Stängelwurzeln aus und sollte daher 10–15 cm tief gepflanzt werden. Sie verträgt sowohl saure als auch kalkhaltige Böden und, im Gegensatz zu den meisten anderen Arten, sogar Lehm. Da sie reichlich Brutzwiebeln ausbildet, sollte sie alle 3 bis 4 Jahre geteilt werden.
Es existieren Kreuzungen mit Lilium umbellatum, der sehr ähnlichen Lilium maculatum und Lilium davidii var. wilmottiae, und so kam die Feuerlilie in die Ahnenreihe der meisten asiatischen Lilien.

### Ethnobotanik
In Österreich, Deutschland und der Schweiz waren unter anderem folgende Volksnamen gebräuchlich:
Berg-Ilga, Donnerblume, Donnerrose, Fanzognia, Feldlilie, Fiur di San Giuan, Füür-Ilga, Gelbe Gilgen, Goldrose, Machoja, Rot-Ilgä, Steirose, Tulipana, Wilde Gilgen.
Die Feuerlilie ist Bestandteil des sogenannten „Sonnwendbüschels“. Dieses wird in das Johannisfeuer geworfen, um Unwetter fernzuhalten. Der Pflanze wird wegen der feuerroten Farbe nachgesagt, dass sie Blitze anzieht, weshalb sie nicht ins Haus gebracht werden soll.